# RIVER (AKB48의 노래)
〈RIVER〉(리버)는 일본의 아이돌 그룹 AKB48의 14번째 싱글이다. 오리콘 첫 주간 1위 싱글
오리콘 연간 22위(등장회수 79주), 싱글트랙 다운로드 더블 플래티넘(50만 DL 이상), 유튜브 조회수 약 2천 3백만

## 미디어에서의 사용
RIVER
- TV 도쿄 《주간 AKB》 닫는 곡
- 패밀리 극장 《AKB48 네모우스 TV》 시즌 ·・ 《AKB48 네모우스 TV 스페셜 2009》 여는 곡
- NHK-FM 《AKB48의 "우리의 이야기"》 여는 곡
- 영화 《고백》 삽입곡[주 1]

너가 좋으니까
- 타카라토미 《투진전》 CM송
- 엔터!371 《AKB1/48》 여는 곡

## 수록 내용
| 일반판 | 표지 | 마에다 아츠코·마츠이 쥬리나·타카하시 미나미·와타나베 마유·오오시마 유코·이타노 토모미·시노다 마리코·코지마 하루나 |
| 일반판 | 뒷면 | 키타하라 리에·카사이 토모미·카시와기 유키·미네기시 미나미·미야자키 미호·미야자와 사에·아키모토 사야카·오노 에레나 |
| 극장판 | 표지 | 마에다 아츠코·마츠이 쥬리나·타카하시 미나미·와타나베 마유·오오시마 유코·이타노 토모미·시노다 마리코·코지마 하루나 |
| 극장판 | 뒷면 | 키타하라 리에·카사이 토모미·카시와기 유키·미네기시 미나미·미야자키 미호·미야자와 사에·아키모토 사야카·오노 에레나 |

CD
| #  | 제목                                                                                 | 작사            | 작곡              | 편곡 | 재생 시간 |
| -- | ------------------------------------------------------------------------------------ | --------------- | ----------------- | ---- | --------- |
| 1. | 〈RIVER〉                                                                            | 아키모토 야스시 | 이노우에 요시마사 | 4:43 |           |
| 2. | 〈君のことが好きだから→너가 좋으니까〉 (언더 걸즈)                                   | 아키모토 야스시 | 오다 테츠로       | 4:09 |           |
| 3. | 〈ひこうき雲（シアターガールズ ver.）→비행기 구름 (시어터 걸즈 ver.)〉 (시어터 걸즈) | 아키모토 야스시 | 나루세 히데키     | 4:03 |           |
| 4. | 〈RIVER〉 (off vocal ver.)                                                           |                 | 이노우에 요시마사 |      |           |
| 5. | 〈君のことが好きだから〉 (off vocal ver.)                                            |                 | 오다 테츠로       |      |           |

DVD
| #  | 제목 | 재생 시간 |
| -- | --- | --------- |
| 1. | 〈RIVER Music Clip〉 |           |
| 2. | 〈君のことが好きだから Music Clip〉                                                                                        |           |
| 3. | 〈ひこうき雲（シアターガールズver.） Music Clip→비행기 구름 (시어터 걸즈 ver.) Music Clip〉                                |           |
| 4. | 〈特典映像『私服のときスペシャル 〜デートの時に言われたい一言〜』→특전 영상 《사복 때 스페셜~데이트 때의 듣고 싶은 말~》〉 |           |

특전
- 초도 한정판 : 전국 악수회 참가권(도쿄·나고야·오사카·후쿠오카·삿포로·히로시마·센다이), 〈AKB48 리퀘스트 아워 세트리스트 베스트 100 2010〉 악곡 투표권
- 극장판 : 개별 악수회 참가권(도쿄 빅 사이트·SKE48 극장), 스페셜 공연(8·9기생 공연·카라오케 대회·AKB 총회) 관람 추천권, 각종 멤버 생사진 1매 (랜덤)

## 판매량 인증
| 국가                       | 인증     | 판매량/출하량 |
| -------------------------- | -------- | ------------- |
| 일본 (RIAJ)                | 플래티넘 | 250,000^      |
| ^출하량을 기반으로 한 인증 |          |               |

## JKT48 버전
AKB48의 자매 그룹인 JKT48는 데뷔 싱글을 Hits Records에서 2013년 5월 11일에 극장판, 5월 17일에 일반판이 발매됐다. 인도네시아에서의 발매 후에 일본용 특별판이 2016년 6월에 중순에 발매됐다.. 일반판에는 DVD가 들어 있는 것 외에 특전으로 선발 멤버 생사진 1장(16명 중에서 랜덤으로 1장)과 모바일 게임 카드가 봉입되어 있다. 일본용 특별판에는 선발 멤버 사진 1장과 타카조 아키&나카가와 하루카의 투 샷 생사진 1장(세 종류 중에서 랜덤으로 1장)이 봉입되어 있지만 모바일 게임 카드는 없다. 극장판은 CD만 있으며, 특전과 개별 악수권 1장과 멤버 트럼프 카드 1장이 봉입되어 있다.
인도네시아의 RCTI에서 방송되고 있는 음악 방송 《Dahsyat》의 차트에서는 2013년 9월 2일 방송에서 1위로 상승했다.

### 노래가 사용되는 곳
RIVER
- 혼다 브리오 사티야 광고 음악[6][7]

미래의 열매
- 애니메이션 영화《극장판 포켓몬스터 베스트위시: 신의 속도 게노세크트, 뮤츠의 각성 인도네시아판》 닫는 곡[8]
- Trans7《JKT48 Missions》 여는 곡

너를 만날 때마다 사랑을 해
- 로토제약 Lip Ice Sheer Colour 광고 음악
- 로토제약 OXY 광고 음악

### 수록 내용
CD
| #            | 제목                                                    | 재생 시간 |
| ------------ | ------------------------------------------------------- | --------- |
| 1.           | 〈RIVER〉                                               | 4:41      |
| 2.           | 〈Sakura no Shiori -Pembatas Buku Sakura-→벚꽃 책갈피〉 | 3:57      |
| 3.           | 〈Mirai no Kajitsu -Buah Masa Depan-→미래의 열매〉      | 4:51      |
| 총 재생 시간 | 총 재생 시간                                            | 13:29     |

| #            | 제목                                                                                             | 재생 시간 |
| ------------ | ------------------------------------------------------------------------------------------------ | --------- |
| 4.           | 〈Kimi ni Au Tabi Koi wo Suru -Jatuh Cinta Setiap Bertemu Denganmu-→너를 만날 때마다 사랑을 해〉 | 4:03      |
| 총 재생 시간 | 총 재생 시간                                                                                     | 17:32     |

DVD
| #  | 제목                                     | 재생 시간 |
| -- | ---------------------------------------- | --------- |
| 1. | 〈RIVER Music Video〉                    |           |
| 2. | 〈RIVER Making Video Behind the Scenes〉 |           |
| 3. | 〈Mirai no Kajitsu Behind the Scenes〉   |           |

### 선발 멤버
RIVER
(센터: 멜로디 누람다니 락사니, 데비 키날 푸트리)
- 팀J: 타카조 아키, 아야나 샤합, 베비 카에사라 아나딜라, 델리마 리즈키, 데비 키날 푸트리, 가브리엘라 마가렛 와로우, 나카가와 하루카, 제시카 바니아, 제시카 베란다, , 멜로디 누람다니 락사니, 나빌라 라트나 아유 아잘리아, 노자와 레나, 레즈키 위란티 디케, 리카 레요나, 샤니아 주니아나타, 스텔라 코르넬리아

미래의 열매
(센터: 라투 비니 피트릴랴)
- 연습생: 알리시아 칸지아, 아니사 아티아, 신디 유비아, 델라 델릴라, 제니퍼 하나,  리댜 마울리다 듀한다르, 나탈리아, 노엘라 시스테리나, 옥티 세브핀, 라투 비니 피트릴랴, 리스카 파이루니사, 로나 아응그레아니, 신타 나오미, 신카 줄리아니, 탈리아, 비비요나 아프리아니

벚꽃 책갈피
(센터: 데비 키날 푸트리)
- 팀J: 타카조 아키, 아야나 사합, 베비 카에사라 아나딜라, 신디 굴라, 델리마 리즈키, 데비 키날 푸트리, 디아스타 프리스와리니, 프리스카 아나스타시아 락사니, 가브릴라 마가렛 와로우, 가이다 파리샤, 나카가와 하루카, 제시카 바니아, 제시카 베나다, 멜로디 누람다니 락사니, 나빌라 라트나 아유 아잘리아, 노자와 레나, 레즈키 위란티 디커, 리카 레요나, 센디 아리아니, 샤니아 주니아나타, 소니아 나탈리아, 소냐 판다르마완, 스텔라 코르넬리아
- 연습생: 알리시아 칸지아, 아니사 아티아, 신디 유비아, 델라 델릴라, 델릴라 에르디타, 데나 시티 로햐티, 드위 푸트리 보니타, 파크리야니 샤파리얀티, 인타르 푸트리 카리나, 제니퍼 하나, 제니퍼 라헬 나타샤, 리댜 마울리다 주한다르, 나디파 카리마, 나딜라 신디 완타리, 나탈리아, 노엘라 시스테리나, 노빈타 디니, 옥티 세브핀, 프리실리아 사리 데위, 라투 비에니 피트릴랴, 리스카 파이루니사, 로나 앙그레아니, 삭티아 옥타퍄니, 신타 나오미, 신카 줄리아니, 탈리아, 탈리아 이반카 엘리자베스, 비비요나 아프리아니

너를 만날 때마다 사랑을 해
(센터: 멜로디 누람다니 락사니)
- 팀J: 타카조 아키, 아야나 사합, 베비 카에사라 아나딜라, 신디 굴라, 델리마 리즈키, 데비 키날 푸트리, 가브릴라 마가렛 와로우, 가이다 파리샤, 나카가와 하루카, 제시카 바니아, 제시카 베란다,  멜로디 누람다니 락사니, 나빌라 라트나 아유 아잘리아, 노자와 레나, 레즈키 위란티 디커, 센디 아리아니, 샤니아 주니아나타

### 내용주
1. ↑  영화 《고백》에서는 어느 장면에서 어두운 방의 TV 화면에 비치는 영상에 본 노래가 삽입곡으로 사용되고 있으며[1], 《고백 OST》 CD에도 수록되어 있다.
2. ↑  발매 장소는 JKT48 극장

원곡
1. ↑  AKB48 〈RIVER〉
2. ↑  AKB48 〈桜の栞〉
3. ↑  AKB48 〈未来の果実〉
4. ↑  AKB48 〈君に会うたび 恋をする〉

### 참조주
1. ↑  “AKB48、松たか子主演「告白」に出演していた!大島ら15日に舞台挨拶” [AKB48, 마츠 타카코 주연 “고백”에 출연하고 있었다! 오오시마 등등 15일에 무대 인사]. 《에이가.com》 (일본어). 2010년 6월 10일. 2010년 6월 11일에 확인함.
2. ↑  “Japanese single certifications” (일본어). Recording Industry Association of Japan. 목록 상자 메뉴에서 "2010年2月"을 선택하세요
3. ↑  “Pengumuman Penjualan CD Single Pertama JKT48「RIVER」!” [JKT48 첫 번째 싱글 CD ‘RIVER 극장판’ 선행 발매!] (인도네시아어, 일본어). JKT48 공식 웹사이트. 2013년 5월 10일. 2013년 5월 12일에 확인함.
4. ↑  “JKT48 1st シングルCD "RIVER" 日本向け特別版販売のお知らせ” [JKT48 첫 번째 싱글 일본용 특별판 판매 안내] (일본어). JKT48 공식 웹사이트. 2013년 5월 19일. 2013년 6월 16일에 원본 문서에서 보존된 문서. 2013년 5월 22일에 확인함.
5. ↑  “Noah Posisi 5, Citra Scholastika Posisi 9” (인도네시아어). Dahsyat On Net. 2013년 9월 2일. 2013년 9월 19일에 원본 문서에서 보존된 문서. 2013년 10월 8일에 확인함.
6. ↑  JKT48 BRIO SATYA Long Version TVC - 유튜브
7. ↑  Honda Brio TVC JKT48 - 유튜브
8. ↑  “JKT48がED曲　映画『ポケモン』インドネシアで初の劇場公開” [JKT48이 엔딩 곡, 영화 “포켓몬” 인도네시아에서 첫 극장 공연]. 《Oricon Style》 (일본어). 2013년 10월 24일. 2013년 11월 1일에 확인함.